# アイトール・カンタラピエドラ
アイトール・カンタラピエドラ・フェルナンデス（Aitor Cantalapiedra Fernández、1996年2月10日 - ）は、スペイン・バルセロナ出身のサッカー選手。AEKラルナカ所属。ポジションはフォワード。

## 経歴
2002年、カンタラピエドラが6歳のときにFCバルセロナのカンテラに加入し、2006年に放出されるも、2014年に再度復帰している。
2015年10月28日、コパ・デル・レイのCFビジャノベンセ戦でトップチームデビューを果たした。
2018年7月31日、FCトゥエンテと2年契約を交わした。この2018-19シーズン、カンタラピエドラは2部で13得点を挙げ、クラブの1部昇格に貢献した。翌2019-20シーズンは怪我で終盤戦を欠場したとはいえ、ハリス・ヴチキッチの11ゴールに次ぐチーム内2位の7得点を挙げた。
2020年6月8日、パナシナイコスFCにフリーで移籍した。

## タイトル
バルセロナ
- コパ・デル・レイ : 1回 (2015-16)

トゥエンテ
- エールステ・ディヴィジ : 1回 (2018-19)

パナシナイコス
- キペロ・エラーダス : 2回 (2021-22, 2023-24)